# Even Bégaignon
Even (Yves) Begaignon né vers 1309 à Plestin-les-Grèves et mort vers 1378 est un prélat français, évêque de Tréguier de 1362 à 1371 puis évêque de Palestrina, qui aurait été créé cardinal-prêtre en 1374.

## Biographie
Even ou Yves Bégaignon est le fils de Jean Bégaignon, seigneur du Rumen en Plestin et de Catherine Autret de Ploujean.
Originaire du diocèse de Tréguier, il nait vers 1309 à Plestin entre dans le couvent de Dominicains de Morlaix en 1326. Théologien, il obtient un doctorat à l'université de Paris. Il est ordonné prêtre et devient le recteur de Plestin. Il devient ensuite pénitencier apostolique d'Innocent VI en 1357, il est nommé évêque de Tréguier le 28 novembre 1362. Il publie des statuts après un synode en 1365, en 1364 il procède à l'ouverture du tombeau de Saint-Yves en présence de Charles de Blois et de Jeanne de Penthièvre. Il est présent au concile d'Angers en 1366 et témoin lors de la fondation du couvent de la Bonne-Nouvelle à Rennes en 1368. Il résigne son siège épiscopal en 1371. Grand pénitencier en mai 1371, il aurait été créé cardinal-prêtre (quasi-cardinal) en 1374. Il accompagne ensuite Grégoire XI lors de son voyage d'Avignon à Rome. Nommé évêque de Palestrina. On ignore la date et le lieu exact de sa mort. Il a été avancé qu'il était mort à Avignon ou à Rome en 1378 et inhumé dans l'église des dominicains de Santa Maria sopra Minerva.